# Modrikača
Modrikača (lat. Lepista nuda) vrsta je jestive gljive dobre kvalitete. Saprofit je.

## Opis
Klobuk je 5-15 cm širok, prvo konveksan, zatim otvoren. Rub je uvijen i vijugav. U mladosti je cijela gljiva modroljubičaste boje, a klobuk je poslije smeđast i tamniji u tjemenu. Boja klobuka veoma varira i u jednoj grupi mogu rasti gljive s modrikastim, sivim i smeđastim klobukom. Listići su vrlo gusti, modroljubičaste boje. Napola su prirasli stručku, a do oboda su duži i izgledaju malo polegnuti. Stručak cilindričnog oblika je 5 –10 cm visok, pun i vlaknast. Modroljubičaste je boje i pahuljasto čehav. Pri dnu je malo deblji i vidljivi su ostaci micelija. Meso je bjelkastoljubičasto, lomljivo i ugodnog mirisa.
Spore su u masi ljubičastocrvene. Eliptično su zavijene i bradavičaste, veličine 5 – 8 x 3 – 4 mikrometra.
Meso modrikače s fenolom postane smeđe, a sa sulfovanilinom postane blijedoljubičasto.
Ova gljiva raste najviše u jesen (ali ponekada i zimi) na terenima koji su bogati humusom, odnosno u svim šumama i uz rubove šuma. Rastu u skupinama ili pojedinačno.

## Slične vrste
Boja klobuka modrikače jako varira, te tako može stvoriti zabunu kod gljivara. Mnoge vrste su sličnog izgleda, ali su sve jestive.

## Vanjske poveznice

### Sestrinski projekti
|  | Zajednički poslužitelj ima stranicu o temi Modrikača    |
|  | Zajednički poslužitelj ima još gradiva o temi Modrikača |